# Oeneis lampana
Oeneis lampana är en fjärilsart som beskrevs av Aurivillius 1888. Oeneis lampana ingår i släktet Oeneis och familjen praktfjärilar. Inga underarter finns listade i Catalogue of Life.